# Mamma Mia! Yêu lần nữa
Mamma Mia! Yêu lần nữa (tựa gốc: Mamma Mia! Here We Go Again) là một phim điện ảnh hài lãng mạn nhạc kịch jukebox của Mỹ năm 2018 do Ol Parker đạo diễn kiêm viết kịch bản, từ đầu truyện của Parker, Catherine Johnson và Richard Curtis. Đây là phần tiếp theo của phim Mamma Mia! (2008), dựa trên vở nhạc kịch cùng tên. Phim có sự tham gia của Lily James, Amanda Seyfried, Christine Baranski, Julie Walters, Pierce Brosnan, Dominic Cooper, Andy García, Colin Firth, Stellan Skarsgård, Cher và Meryl Streep.